# Uganka o zapornikih in pokrivalih
Uganka o zapornikih in pokrivalih je logična uganka, ki zahteva sklepanje o razmišljanju drugih, kar je sicer značilnost teorije iger. Obstaja več različic, zamisel pa ostaja ista.

## Uganka
Štirje zaporniki stojijo v vrsti v zaporu. En zapornik je ločeno zaprt v celici, trije pa so v drugi, vsi gledajo v isto smer. Vsi vedo, da imata dva od njih rjavi pokrivali, dva pa zeleni, vendar pa ne vedo, kdo ima kakšno barvo. Seveda pa vsak vidi barvo pokrival pred sabo. Če vsaj eden ugotovi in na glas pove, kakšno pokrivalo ima sam, so vsi osvobojeni. Kako? Zaporniki se med seboj ne smejo pogovarjati, seveda pa se pričakuje utemeljitev odgovora in ne ugibanje!!

## Rešitev
Označimo jih z leve s črkami A, B, C in D. 
Če bi D videl dve enaki pokrivali (ne glede na barvo), bi vedel (in povedal), da ima on nasprotno barvo. Če vidi različni barvi, seveda ne ve, kakšne barve je njegovo pokrivalo, zato je tiho.
Ključ do rešitve je v dejstvu, da tudi C lahko sklepa enako kot D in ko nekaj časa D ne pove odgovora, lahko torej C sklepa, da imata on (C) in B različni barvi pokrival! Ker vidi B-jevo, lahko odgovori, kakšne barvo ima.
Uganke te vrste predpostavljajo, da so vsi udeleženci povsem racionalni in dovolj inteligentni, da lahko ustrezno sklepajo.